# Atherigona matilei
Atherigona matilei är en tvåvingeart som beskrevs av Deeming 1977. Atherigona matilei ingår i släktet Atherigona och familjen husflugor. Inga underarter finns listade i Catalogue of Life.